# Guadalcázar (Messico)
Guadalcázar è una municipalità dello stato di San Luis Potosí, nel Messico centrale, il cui capoluogo è la omonima località.
Conta 25 985 abitanti e ha una estensione di 3703,79 km².